# Sericostoma italicum
Sericostoma italicum is een schietmot uit de familie Sericostomatidae. De soort komt voor in het Palearctisch gebied.